# 朱鼒枋
慶惠王朱鼒枋（1520年—1574年），明朝第七代慶王，定王朱台浤的庶第二子。他在嘉靖十八年（1539年）受封桐鄉王，嘉靖二十年（1541年）晉封慶世子，嘉靖三十一年（1552年）襲封慶王，他在位二十二年。萬曆二年（1574年）朱鼒枋去世，三年後其子朱倪𤏳嗣位。

## 子
1. 慶端王 朱倪𤏳
2. 華陰端懿王 朱倪焯
3. 朱倪燆

| 無 原因：明政府封之                    | 明桐鄉國國王 1539年－1541年 | 無 原因：襲封慶藩國，封國廢除 |
| 空缺上一位持有相同頭銜者：父定王朱台浤 | 明慶國國王 1552年－1574年   | 繼任： 子端王朱倪𤏳           |
| 前任： 兄端和世子朱鼒櫍 慶府宗理       | 明慶國國王 1552年－1574年   | 繼任： 子端王朱倪𤏳           |